# Grammatophyllum
Genre
Grammatophyllum est un genre végétal de la famille des Orchidaceae, de la sous-famille des Epidendroideae, de la tribu des Cymbidieae et de la sous-tribu des Cymbidiinae comptant une dizaine d'espèces d'orchidées épiphytes d'Asie du Sud-Est.

## Liste d'espèces
- Grammatophyllum elegans (Fiji).

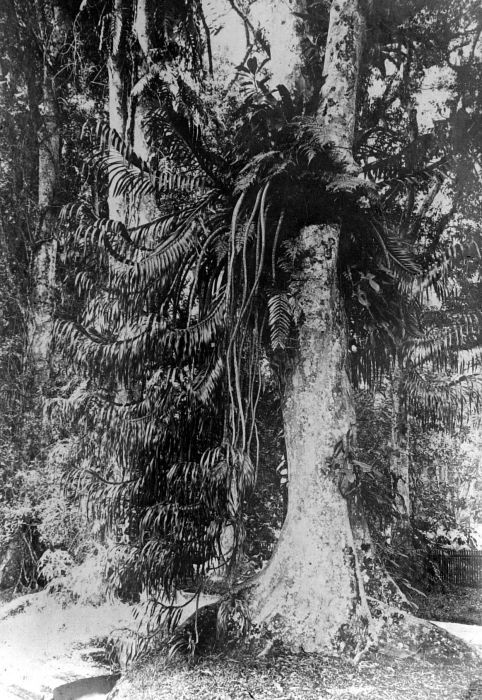
Grammatophyllum speciosum dans le jardin botanique de Bogor en Indonésie

- Grammatophyllum fenzlianum (Moluques).
- Grammatophyllum kinabaluense (N. Borneo).
- Grammatophyllum martae (Philippines)
- Grammatophyllum measuresianum (Philippines).
- Grammatophyllum multiflorum (Philippines).
- Grammatophyllum rumphianum (Borneo, Moluques).
- Grammatophyllum schmidtianum (Marianes).
- Grammatophyllum scriptum : Bell Orchid (Malaisie jusqu'aux îles du Pacifique).
- Grammatophyllum speciosum : Indochine jusqu'aux îles du Pacifique).
- Grammatophyllum stapeliiflorum (Malaisie jusqu'en Papouasie).

## Galerie

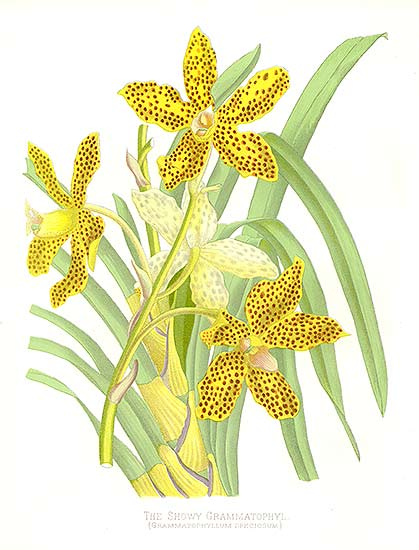
Grammatophyllum speciosum
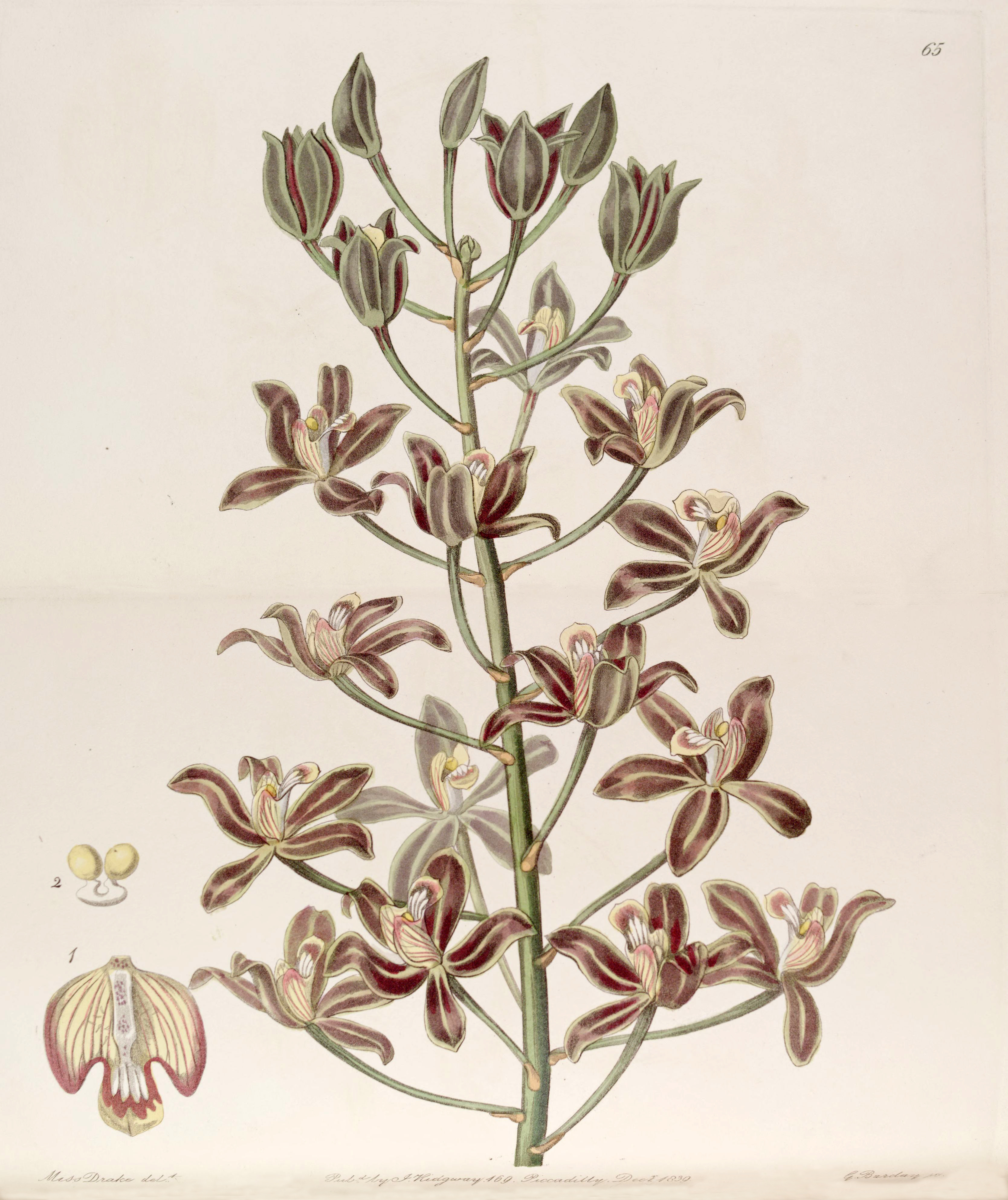
Grammatophyllum multiflorum
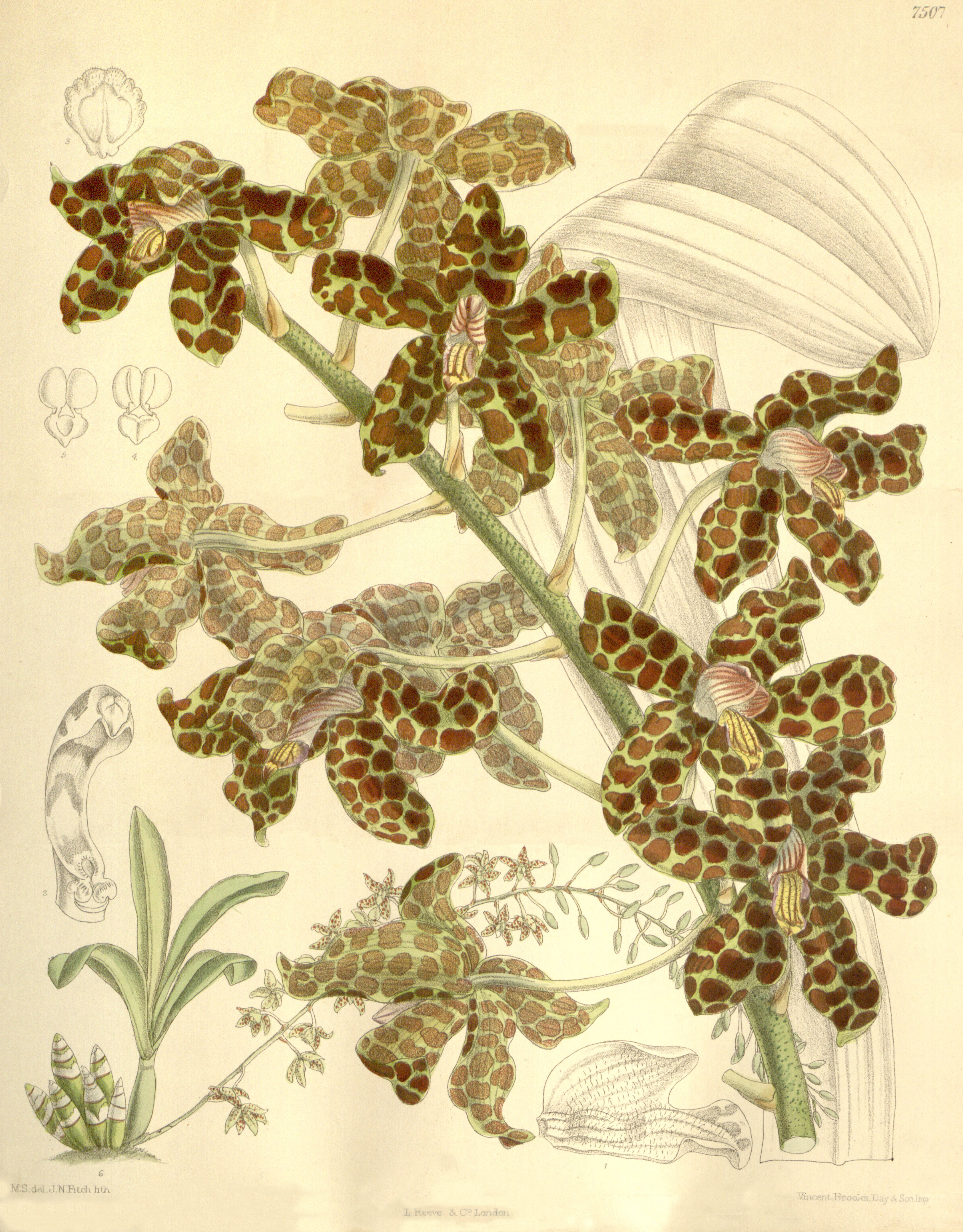
Grammatophyllum rumphianum